# Per Carlson
Per J. Carlson (* 1938) ist ein schwedischer Physiker.

## Leben
Carlson promovierte 1969 an der Universität Stockholm und war seitdem als Professor für Elementarteilchenphysik tätig und leistete einen Beitrag zur experimentellen Astroteilchenphysik am Royal Institute of Technology.
Carlson ist Mitglied der Königlich Schwedischen Akademie der Wissenschaften und war Mitglied und Vorsitzender des Nobelkomitees für Physik.